# Antsokay
Antsokay est un petit village séparé de plus de 1 km du village d'Ankoronga. Situé à 12 km de la ville de Tuléar, au sud-ouest de Madagascar.
Le taux d'analphabétisation est de 45 %. Ces deux villages totalisent 3 000 habitants en 2006, toutes ethnies confondues. Les premiers immigrés sont les Betsileo et les Antandroy suivis des Masikoro. Ils pratiquent un peu d'agriculture, la briqueterie et le charbonnage qui y sont les principales activités économiques.
Antsokay désigne littéralement l’endroit où se trouve de la chaux vive.